# AGEOD
AGEOD (también conocido como AGE Studio) es un desarrollador y editor de juegos para PC. La empresa está incorporada en Francia y tiene su sede social en Grenoble. La compañía se especializa en desarrollar sus propios juegos de video de estrategia orientados en la historia construidos con su motor de marca registrada AGE (Adaptive Game Engine), pero también distribuye los títulos de terceros. El principal objetivo de AGEOD es ofrecer a los jugadores originales creaciones culturales y juegos desarrollados por estudios independientes y los pequeños productores que tienen problemas para encontrar una salida dentro de la organización tradicional del mercado.

## Juegos

### Juegos desarrollados por AGEOD
- Birth of America (2006)
- Ageod's American Civil War (2007)
- Napoleon's campaigns (2007)
- Birth of America 2: Wars in America (2008)
- World War One (2008)
- Vainglory of Nations ( 2009)
- Rise of Prussia (2010)
- Revolution Under Siege ( 2010)
- Alea Jacta Est ( 2012)
- Birth Of Rome ( 2012)
- Civil War 2 (2013)
- España 1936 (2013)
- To End All Wars (2014)
- Thirty Years War (2015)
- Wars of Napoleon (2015)
- English civil War (2017)

### Juegos distribuidos por AGEOD
- Great Invasions (2006)
- Wicked Defence (2007)
- Montjoie! (2007)
- Unity of Command (2011)

### Juegos en desarrollo
- Wars of Succession (Primavera 2017)